# المعالجة بالتصليب
المعالجة بالتصليب (بالإنجليزية: Sclerotherapy)‏ هو تدخل طبي يُستخدم لعلاج الأوعية الدموية أو تشوهاتها، كذلك تلك الموجودة بالجهاز اللمفاوي. ويتم حقن الأوعية الدموية بمواد طبية تؤدي لانكماشها. تُستخدم للأطفال والشباب الذين يُعانون من أمراض في الأوعية الدموية وتشوهات ليمفاوية. غالباً ما يُستخدم التصليب عند البالغين لعلاج الدوالي الوريدية وتوسع الشعيرات والباسور.
تستخدم هذه العملية إحدى الطرق التالية: التدخل الجراحي، الترددات الراديوية، التذرية الليزرية. في التصليب الموجه بالأمواج فوق الصوتية، يتم استخدام الموجات فوق الصوتية لتصور الوريد الأساسي ليُمكن الطبيب تقديم ومراقبة عملية الحقن.
أما المعالجة المسترشدة بالموجات الفوق صوتية، فيتم استخدام هذه الموجات لإظهار الأوردة المستبطنة ليتمكن الطبيب من اداء ومراقبة عملية الحقن. ويتم العلاج بالتصليب المسترشد بالموجات الفوق صوتية عادة بعد تشخيص تشوهات الأوردة باستخدام فائق الصوت المضاعف. وقد وجد أن العلاج بالتصليب المسترشد بالموجات الفوق صوتية وباستخدام مصلبات رغويه دقيقه فعال في التحكم بالجريان الرجوعي للدم في الموصل الصافيني الفخذي والصافيني المابضي. (3) وعلى الرغم من ذلك إلا أن بعض الباحثين يعتقدون أن العلاج بالتصليب غير مناسب لعلاج الأوردة المصابة بالجريان الرجوعي سواء كانت أوردة الموصل الصافيني الصغير والكبير أو الأوردة ذات الجريان الرجوعي المحوري.

## الجوانب التاريخيه
على مدى مئه وخمسين عاما كان العلاج بالتصليب يستخدم لعلاج الأوردة العنكبوتيه وفي بعض الأحيان لعلاج الدوالي.تقنية العلاج بالتصليب مثلها مثل جراحة الدوالي تطورت عبر الزمن، ومن احدث تقنياتها العلاج بالتصليب المسترشد بالموجات الفوق صوتية والعلاج بالتصليب الرغوي.
أول محاوله موثقة عن العلاج بالتصليب كانت للطبيب زوليكوفر في سويسرا عام 1682حيث قام بحقن مادة حامضيه داخل الوريد لتحفيز تكون الخثرة. كما قام كل من ديبوت وكاسايجنك عام1853 بتوثيق النجاح في علاج الدوالي بحقن مادة بيركلورات الحديد. في حين قام ديسجرانجز عام1854 بعلاج ستة عشرة حاله من المصابين بالدوالي بحقن مادة اليود والتانين داخل الوريد. كل هذه الانجازات كانت بعد اثنا عشرة عام من ظهور إجراء تجريد الوريد الصافيني الكبير. عام1844 من قبل ماديلنج. ومع ذلك، ونتيجه لارتفاع نسبة الآثار الجانبية للأدوية المستخدمه بالحقن فقد تم التخلي عن العلاج بالتصليب عام1894 . ومع التطور في التقنيات الجراحية والتخدير أصبح تجريد الوريد الصافيني الكبير هو العلاج الأمثل.
في بداية القرن العشرين استمر العمل على بدائل للتصليب. حيث تم تجريب حمض الكاربوليك وبيركلورات الزئبق وقد أظهرت التجارب بعض التأثير في علاج الدوالي المسد إلا أنه تم التخلي عنهم لتأثيراتهم الجانبيه. قام البروفيسور سيكارد وبالتعاون مع أطباء فرنسيين بتطوير استخدام كربونات الصوديوم ومن ثم سالسيلات الصوديوم خلال فترة الحرب العالميه الأولى وبعدها. كما تم استخدام مادة الكينين في بداية القرن العشرين. وفي ذلك الوقت كان كتاب كوبليسون يدعو إلى استخدام سالسيلات الصوديوم والكينين كأفضل خيارات للتصليب عام 1929.
خلال الفترة بين 1940- 1950 استمرت الابحاث لتحسين تقنية الحقن وتطوير مصلبات فعالة وامنة. ومن أهم هذه الابحاث تطوير مادة تيتراديسيل سلفات الصوديوم [الإنجليزية] عام 1946 وما زال يستخدم حتى ايامنا هذه. جورج فيغان في الستينات صرح عن علاج 13,000 مريض باستخدام العلاج بالتصليب. داعما بذلك التقنية من خلال التركيز على تليف الوريد بدلا من الخثرة ومركزا على التحكم ببعض نقاط المنعكسات واخذا بعين الاعتبار اهمية تطبيق الضغط على الساق المعالجة. هذا الاجراء أصبح مقبولا طبيا في أوروبا خلال تلك الفترة. من جهة أخرى كان هذا الاجراء غير مفهوم وغير متقبل في كل من بريطانيا والولايات المتحدة الأمريكية وما زال كذلك في بعض جوانب المجتمع الطبي حتى يومنا هذا.
من أكبر التطورات التاليه في العلاج بالتصليب كات اختراع فائق الصوت المضعف عام1980و دوره في العلاج بالتصليب في نهاية ذلك العقد. نايت  كان من أول المدافعين عن فاى ق الصوت المضعف وقام بتقديمه في عدد من المؤتمرات في أوروبا والولايات المتحدة الامريكيه.فيما كان بحث ثيبولت  أول بحث حول هذا الموضوع ينشر في مجلة خاضعه لاستعراض النظراء.
اما أعمال كابريرا  ومونفريكس  حول استخدام العلاج بالتصليب باستخدام مادة رغوية جنبا إلى جنب مع الحقن بثلاث فتحات لانتاج الرغوة. وثورة اضافيه حدثت عند استخدام العلاج بالتصليب بماده رغوية لعلاج الدوالي في الاوردة الكبيرة وقد تم تعديلها من قبل وايتلي وباتل  باستخدام ثلاث محاقن غير سلكونية لاعطاء رغوة أكثر ولفترة أطول.

## الطرق
يتم حقن الوريد غير المرغوب به بمادة مصلبه تؤدي إلى ضمور الوريد المستهدف مباشرة، ثم يذوب خلال اسابيع حيث يقوم الجسم طبيعيا بامتصاص الوريد المعالج. العلاج بالتصليب هو إجراء غير باضع يحتاج إلى عشر دقائق فقط للقيام به. وقت التعطيل فيه قليل بالمقارنة بجراحة الدوالي الباضعة.
العلاج بالتصليب هو معيار مرجعي ويفضل على الليزر لعلاج الأوردة العنكبوتية الكبيرة (توسع الشعيرات) ودوالي الساق الصغيرة. بخلاف الليزر، وبالإضافة إلى وظيفته تعمل المادة المصلبة على غلق الأوردة المغذية الموجودة تحت الجلد والتي تؤدي إلى تكوين الأوردة العنكبوتية وبالتالي تمنع إعادة حدوثها بعد العلاج. يتم حقن عدد من الحقن من المادة المصلبة في سطح الوريد غير الطبيعي في الساق المصابة وبعد ذلك يتم ضغط الساق بالجوارب أو بعصابة تلبس عادة لمدة اسبوعين بعد العلاج. ويشجع المريض على المشي التدريجي خلال هذه الفترة، ومن الشائع أن يخضع المريض لجلستين علاجيتين على الأقل يفصل بينهما عدة اسابيع لتحسين مظهر أوردة الساق.
من الممكن أن يتم العلاج بالتصليب باستخدام مصلبات رغوية دقيقة وبالاسترشاد بالموجات الفوق صوتية لعلاج الدوالي الكبيرة ويتضمن ذلك علاج الوريد الصافيني الكبير والصغير. بعد تهيئة خريطة الدوالي لساق المريض باستخدام الموجات الفوق صوتية، تحقن الأوردة مع التتبع خلال الحقن باستخدام الموجات الفوق صوتية، حيث يمكن رؤية المادة المصلبة خلال دخولها إلى الوريد، كما يمكن اعطاء حقن اضافية ليتم علاج جميع الاوردة المصابة مع التتبع بالموجات الفوق صوتية للتأكد من اغلاق الأوردة المعالجة ولتحديد ما تبقى من الدوالي وعلاجها.

## العلاج بالتصليب الرغوي
العلاج بالتصليب الرغوي  هو تقنية تتضمن حقن مادة تصلبية رغوية داخل الوعاء الدموي باستخدام زوج من الحقن أحدهما يحتوي على المادة المصلبة والأخر يحتوي على غاز (عادة ما يكون هواء).أما تعديل وايتلي - باتل على طريقة تيساري الأصليه حيث يستخدم فيها ثلاث محاقن كلها خاليه من السليكون  يتم فيها استخدام مادة تيتراديسيل كبريتات الصوديوم [الإنجليزية] أو بوليدوكانول. يتم خلط المادة المصلبه مع هواء أو غاز فسيولوجي (ثاني اكسيد الكربون) داخل محقن أو باستخدام مضخة ميكانيكية وهذا يعمل على زيادة مساحة سطح [الإنجليزية] الدواء.
المادة المصلبة الرغوية أكثر فعالية من السائل في إجراء التصليب  (يتم زيادة ثخن جدار الوعاء الدموي وبالتالي اغلاق جريان الدم داخله) حيث لا يختلط مع الدم داخل الوعاء وإنما يحل مكان الدم. وهذه الآلية تمنع تميع الدواء المصلب وبالتالي زيادة فعاليتها مما يجعل المادة الرغوية فعالة في الأوردة الكبيرة والطويلة. هذا وقد قام الخبراء في المادة المصلبة الرغوية بتهيئة رغوة كثيفة - تشبه معجون الاسنان- للحقن والذي أحدث ثورة في العلاج غير الجراحي للدوالي وعلاج تشوهات الأوردة ومن ضمنها متلازمة كليبل ترينونيه.

## التقييم السريري
في دراسة قام بها كانتر وثيبولت عام 1996 أظهرت نسبة نجاح 76% خلال24 شهر في علاج الموصل الصافيني الفخدي. والوريد الصافيني الكبير باستخدام محلول تيتراديسل كبريتات الصوديوم 3%. بادبوري وبنفينيستي  وجدوا أن العلاج بالتصليب المسترشد بالموجات الفوق صوتية كان فعالا في التحكم بالجريان الرجوعي داخل الوريد الصافيني الصغير. أما باريت والرعيل وجدوا أن العلاج بالتصليب بمادة رغوية دقيقة واستخدام الموجات الفوق صوتية كان فعالا في علاج الدوالي بكل أحجامه مع نسبة عالية من رضى المرضى وتحسن في نوعية الحياة.
في استعراض لمؤسسة كوكرين للأبحاث الطبية وُجد بأن الأدلة تدعم المكان الحالي للعلاج بالتصليب في الممارسة السريرية الحديثة. والتي عادة ما تكون محدودة بعلاج الدوالي المتكرر بعد الجراحة، والأوردة الخيطية  وفي استعراض ثاني لمؤسسة كوشرين أيضا قارن بين الجراحة والعلاج بالتصليب، وجد أن العلاج بالتصليب له فوائد أكثر من الجراحة على المدى القريب أما الجراحة ففوائدها أكثر على المدى البعيد؛ العلاج بالتصليب كان أفضل من الجراحة من حيث النجاح، ومعدل المضاعفات، والتكلفة بعد سنة واحدة أما الجراحة فكانت أفضل بعد خمس سنوات. على الرغم من ذلك فإن الأدلة والأبحاث لم تكن ذات نوعية جيدة لذلك فان أبحاث أخرى في هذا المجال ما زالت مطلوبة.
أما في تقييم للتكنولوجيا الصحية وجد أن العلاج بالتصليب يعطي فوائد أقل من الجراحة ولكنه يعطي فوائد قليلة في علاج دوالي الأوردة بدون جريان رجوعي من الموصل الصافيني الفخذي والموصل الصافيني المأبضي. ولكنه لم يدرس الفوائد القريبة للجراحة والعلاج بالتصليب في الدوالي ذو الجريان الرجوعي الموصل. أما في الاجتماع التوافقي الأوروبي حول العلاج بالتصليب الرغوي عام 2003 فقد استنتج أن العلاج بالتصليب الرغوي يسمح للممارس الخبير بعلاج أوردة كبيره تتضمن الجذع الصافيني. وحاليا تم نشر نتائج الاجتماع التوافقي الأوروبي الثاني لعام 2006.

## المضاعفات
على الرغم من أن المضاعفات نادرة إلا أنها تتضمن خثرات الوريدية، اضطرابات بصرية، رد الفعل تحسسي. التهاب وريدي خثاري، نخر جلدي، فرط التصبغ، احمرار منطقة العلاج.
إذا تم حقن المادة الصلبة بطريقة جيدة داخل الوريد فلن يحدث ضرر للجلد المجاور لمكان الحقن، لكن إذا تم الحقن خارج الوريد فسيحدث نخر بالانسجة وتندب. على الرغم أن نخر الجلد نادرا ما يحدث لكنه إن حدث فمن الناحية التجميليه قد يكون مخرب ويحتاج عدة أشهر ليلتأم، وهو نادر الحدوث عند تمييع كمية قليله من المادة الرغوية (<0.25 %)ولكنه يحدث عند استخدامها بتركيز عالي (3 %). عند حقن المادة بالشرايين الصغيرة (التفرعات الشريانية الصغيرة) يحدث تبيض بالجلد مكان الحقن. ومن المضاعفات غيرالمتوقعة توسع الاوعية الدموية أو تكون أوعية حمراء صغيرة وعادة ما تحتاج إلى إعادة العلاج بالتصليب أو الليزر.
معظم المضاعفات تحدث نتيجة رد فعل التهابي شديد للمادة المستخدمة في التصليب وفي المنطقة المحيطة بمكان الحقن بالإضافة إلى مضاعفات جهازية واللتي أصبحت الآن مفهومة بشكل أكبر وهذه المضاعفات تحدث عند انتقال المادة المصلبة من خلال الأوردة إلى القلب والرئتين والدماغ. في تقرير حديث يعزو حدوث السكتة إلى العلاج الرغوي. على الرغم أن هذه المضاعفات تحدث في حالات حقن كميات كبيرة غير معتادة من المادة الرغوية وأظهر تقرير أحدث أن الفقاعات حتى من كميات قليلة من المادة الرغوبة إذا حُقنت في الوريد بسرعة قد تظهر في القلب والدماغ والرئتين. أهميه هذا الأمر غير مفهومة بالكامل ودراسات كثيرة أظهرت أن العلاج بالتصليب آمن. كما أن العلاج بالتصليب موافق عليه بالكامل من مؤسسة الغذاء والدواء في الولايات المتحدة الأمريكية.

## اقرأ أيضاً
- Management of venous malformations in Klippel–Trenaunay syndrome with ultrasound-guided foam sclerotherapy
- Information about Lymphatic Malformations and the use of sclerotherapy to treat them from Children's Hospital, Seattle
- Ultrasound video of a sclerotherapy taking place
- Video of Sclerotherapeutic procedure
- American College of Phlebology is an Association of venous disease providers who practice sclerotherapy and other venous modalities.